# Wehingen
Pour l’article homonyme, voir Wehingen (Sarre).
Wehingen est une commune de Bade-Wurtemberg (Allemagne), située dans l'arrondissement de Tuttlingen, dans le district de Fribourg-en-Brisgau.

## Géographie

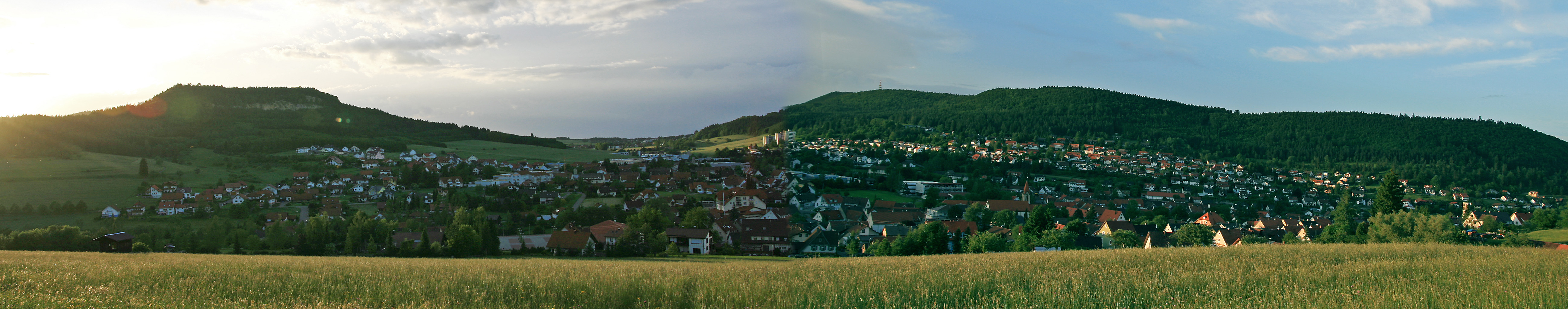